# Typecasting
Le typecasting est le fait de choisir des acteurs pour un seul type de rôle, en raison de leur personnalité, de leurs anciens rôles ou d'un trait physique comme leur origine ethnique.